# Emmerich Hirmann
Emmerich Hirmann (* 1. November 1899 in Korneuburg; † 15. November 1995) war ein österreichischer Politiker (ÖVP) und Gutsverwalter. Hirmann war von 1949 bis 1964 Abgeordneter zum Landtag von Niederösterreich.
Hirmann absolvierte nach der Volks- und Mittelschule die Hochschule für Bodenkultur und schloss sein Studium mit dem akademischen Grad Dipl.-Ing. ab. Er leistete zwischen 1917 und 1918 seinen Militärdienst ab und war in der Folge als Gutsverwalter tätig. Er war zwischen 1922 und 1927 in der Zuckerfabrik Hohenau beschäftigt und arbeitete zwischen 1927 und 1933 für das Stift Melk sowie danach wieder für die Zuckerfabrik Hohenau. Nach dem Zweiten Weltkrieg war er zwischen 1947 und 1950 Gemeinderat in Wulzeshofen und hatte mehrere Funktionen in landwirtschaftlichen Genossenschaften inne. Er war von 1962 bis 1970 Oberkurator der Landeshypothekenanstalt und bekam den Berufstitel Ökonomierat verliehen. Zwischen dem 5. November 1949 und dem 19. November 1964 vertrat Hirmann die ÖVP im Niederösterreichischen Landtag. 